# 周光权
周光权（1968年—），重庆市人，汉族，中华人民共和国政治人物、全国人民代表大会重庆地区代表。
毕业于中国人民大学刑法学。2008年，担任全国人大法律委员会委员，清华大学法学院中国司法研究中心主任，教育部特约教育督导员。2018年2月24日，当选为第十三届全国人大代表。